# ولن ارنتو
ولن ارنتو (به فرانسوی: Velone-Orneto) یک کمون در فرانسه است که در کرس شمالی واقع شده‌است.

## خصوصیات
ولن ارنتو ۱۲٫۳۴ کیلومترمربع مساحت و ۱۱۳ نفر جمعیت دارد و ۳۰۰ متر بالاتر از سطح دریا واقع شده‌است.